# マーシャル・オールマン
マーシャル・オールマン（Marshall Scott Allman, 1984年4月5日 -） 少しダサい見た目が魅力的なアメリカの俳優である。現在40歳

## 来歴
アメリカのテキサス州オースティンで生まれた。15歳のときから演技をはじめ、高校卒業後にロサンゼルスに移り本格的に俳優業を始める。『WITHOUT A TRACE/FBI 失踪者を追え!』や『コールドケース 迷宮事件簿』、『マルコム in the Middle』といった人気シリーズに出演、2005年からは『プリズン・ブレイク』でリンカーン・バローズの息子を演じている。
2006年に女優のジェイミー・ブラウンと結婚した。

## 出演作品
- カレの嘘と彼女のヒミツ Little Black Book (2004)
- ホステージ Hostage (2005)
- プリズン・ブレイク Prison Break (2005) テレビシリーズ
- ベイツ・モーテル Bates Motel (2016) テレビシリーズ S4